# Series de tiempo para pronósticos
Para determinar pronósticos a corto plazo, se pueden emplear los diferentes métodos de series de tiempo.
Una serie de tiempo es una recopilación cronológica e histórica de datos, a partir de estos se puede hacer una predicción del futuro de forma razonable. Este método se puede clasificar en modelos estacionales, constantes y de tendencia.
Las técnicas más empleadas para la determinación de los pronósticos, son aquellas que se basan en información histórica o series de tiempo.
Las series de tiempo se utilizan para hacer estudio del comportamiento de la demanda con datos pasados y así hacer proyecciones de la demanda a futuro. Las series de tiempo consisten en una serie en componentes como lo son: el nivel promedio, estacionalidad, tendencia, efecto aleatorio y ciclicidad.

## Promedios móviles
Uno de los métodos más usados es el de promedio móvil, este es el promedio aritmético de N observaciones más recientes.

Este pronóstico se obtiene haciendo la sumatoria de los datos de un x número de periodos pasados, este periodo móvil, avanza en el tiempo para incluir información más reciente, esta situación genera dinamismo en los resultados.

Formulación
{\displaystyle Mt=\left({\frac {1}{N}}\right)\sum (Dt)}
T= periodo para el cual se está deduciendo el promedio M

t= periodo de la demanda observada Dj

N= número de observaciones para el promedio

El promedio Mt también se puede calcular mediante la siguiente ecuación
{\displaystyle MT+1=MT+\left({\frac {1}{N}}\right)(DT+1)-Dt-(N+1)}
El primer T debe ser igual a N

Posteriormente se calculan los índices para cada periodo T:

{\displaystyle IT=\left({\frac {Dt}{Mt}}\right)}
Para calcular los pronósticos de cada mes del siguiente año, se organizan los resultados de IT, de tal forma que exista correspondencia entre los índices por mes y por año. Una vez organizados los índices, se procede a determinar los índices de temporada ITt

{\displaystyle ITt=\left({\frac {1}{M}}\right)\sum (ITM)} para todos los t meses del año

Finalmente, el pronóstico será el promedio móvil por mes teniendo en cuenta que sea ara el último año, es decir Mtm multiplicado por el T
ITt

{\displaystyle Zt=Mtm*ITt} para todo t=1,...,n

## Suavización exponencial simple
Este método no requiere de gran cantidad de datos, ya que el índice de suavización α le da peso a la información histórica, dándole mayor importancia a los datos más recientes, de acuerdo al nivel de conveniencia.
{\displaystyle Mt=Mt-1+\left({\frac {dt-Mt-1}{N}}\right)=(\left({\frac {1}{N}}\right)dt)+(1-\left({\frac {1}{N}}\right))*(Mt-1)}

Este promedio ahora es ponderado, mas no móvil. El factor 1/N es sustituido por el valor α (0<=α<=1) y el estimador MT.1 por ST-1

{\displaystyle St=(\alpha )(dt-1)+(1-\alpha )(St-1)} Que corresponde al promedio

## Suavización exponencial doble
Este método puede ser utilizado pare determinar el pronóstico cuando existe tendencia de datos

{\displaystyle Yt=(at+bt)+\varepsilon *t}

Donde at y bt son parámetros y ɛt es el error por variaion aleatoria con valor esperado igual a 0 y varianza σt^2

Para reducir el efecto de aleatoriedad se puede usar la diferencia de los promedios calculados en dos periodos sucesivos, por ende la pendiente en el tiempo T es:

{\displaystyle BT=ST-(ST-1)}

Para calcular la ordenada, pendiente y pronóstico se tienen las siguientes fórmulas:

Ordenada
{\displaystyle St=\alpha dt+(1-\alpha )(St-1+Bt-1)}

Pendiente

{\displaystyle Bt=\beta (St-St-1)+(1-\beta )Bt-1}

Pronostico

{\displaystyle F_{t+k}=St+kBt.} Donde k es el periodo